# Quirino Gasparini
Quirino Gasparini (Gandino, 24 ottobre 1721 – Torino, 26 settembre 1778) è stato un compositore italiano.

## Biografia
Appresi i primi rudimenti musicali a Bergamo, fu nel 1737 a Milano per studiare composizione sotto la guida di Giovanni Andrea Fioroni, all'epoca maestro di cappella del duomo, e successivamente a Bologna per perfezionarsi con Padre Martini. Quindi nel 1751 diventò membro dell'Accademia Filarmonica di Bologna.
In seguito fu in viaggio attraverso l'Italia: nel 1756 rappresentò a Milano la sua prima opera, Artaserse, nel 1758 fu a Roma e successivamente a Napoli. Tornato a Bergamo nel 1759, non riuscì ad ottenere il posto di direttore della cappella della basilica di Santa Maria Maggiore, carica, però, che ricevette per il Duomo di Torino il 1º novembre 1760. Mantenne questa posizione fino alla morte.
Tra i suoi lavori spicca l'opera Mitridate, re di Ponto, rappresentata al Teatro Regio di Torino il 31 gennaio 1767, il cui libretto fu musicato anche da Wolfgang Amadeus Mozart a Milano qualche anno più tardi. Fu anche prolifico compositore di musica sacra.

## Lavori

### Opere
L'anno e la città si riferiscono alla prima rappresentazione.
- Artaserse (opera seria, libretto di Pietro Metastasio, 1756, Milano)
- Mitridate, re di Ponto (opera seria, libretto di Vittorio Amedeo Cigna-Santi, 1767, Torino)

### Lavori sacri
- Stabat mater per 2 soprani, violino e basso continuo (1770 ca.)
- Adoramus te per 4 voci con strumenti
- 17 Messe
- 9 Litanie della Beata Vergine
- 6 Antifone per le Rogazioni
- 5 Miserere
- 4 Laudate Pueri
- 4 Victimae Paschali
- 3 Confitebor
- 3 Gloria
- 3 Lauda Sion
- 3 Magnificat
- 3 O Sapientia
- 3 Requiem
- 3 Lauda Sion
- 2 Credo
- 2 Est Secretum Valeriane
- 2 Laetatus Sum
- 2 Qui Tollis
- 2 Quoniam
- 2 Sicut Cervus
- 2 Tantum Ergo
- 2 Te Deum
- Salmi brevi per tutto l'anno

### Lavori strumentali
- 6 trii academici per 2 violini e violoncello, op. 1 (1755 ca.)
- 6 trii per 2 violini e violoncello (1760 ca.)
- Concerto per violino
- Concerto per clavicembalo od organo e archi
- Sonate per organo